# Hrabstwo Carbon (Pensylwania)
Carbon (ang. Carbon County) – hrabstwo w USA, w stanie Pensylwania. W 2000 roku hrabstwo miało 58802 mieszkańców. Według danych z 2010 roku hrabstwo miało 65 249 mieszkańców.